# إدراك سياسي
يشير الإدراك السياسي إلى دراسة كيفية فهم الأفراد للعالم السياسي، وكيف يؤدي هذا الفهم إلى السلوك السياسي. تشمل بعض العمليات المدروسة تحت مظلة الإدراك السياسي الانتباه والتفسير والحكم والذاكرة. يعود الدور الرئيسي لمعظم التطورات في هذا المجال للعلماء في مجالات علم النفس الاجتماعي والعلوم السياسية ودراسات الاتصال.

## تاريخيًا
في أوائل القرن العشرين، واجهت الدراسة النفسية للإدراك السياسي دفعة كبيرة من السلوكية. وفقًا لعلماء السلوك، إذا أردنا اعتبار علم النفس الاجتماعي علمًا جادًا، فيجب أن يدرس الظواهر القابلة للملاحظة والقياس. نظرًا لأن عمليات العقل لا يمكن ملاحظتها وبالتالي يصعب قياسها، يعتقد السلوكي أنها لا تستحق الدراسة. ومع ذلك، عندما ظهر علم النفس الغشتالتي في الولايات المتحدة من قبل المهاجرين الأوروبيين، بدأت هيمنة النهج السلوكي في التراجع. بدأت الأسئلة المتعلقة بالإدراك والحكم وتكوين الانطباع وتغيير المواقف في جذب المزيد من الباحثين. في الخمسينيات من القرن الماضي، أشعل تطوير أدوات منهجية جديدة الثورة المعرفية. في عام 1984، نشرت سوزان فيسك وشيللي إي. تايلور أول كتاب عن الإدراك الاجتماعي بعنوان «الإدراك الاجتماعي».

## نظريات الإدراك الاجتماعي المبكرة

### عالِم ساذج
اقترحه فريتز هايدر لأول مرة في عام 1958، نموذج عالم ساذج للإدراك يصور الأفراد كممثلين بمعلومات محدودة يريدون استنباط فهم دقيق للعالم. ركز الكثير من العمل المنجز ضمن هذا النموذج على فحص كيفية إدراك الناس وشرح سبب تصرف الآخرين بالطريقة التي يتصرفون بها. خدم هذا العمل كأساس لتطوير نظريات الإسناد الحديثة، التي طورها هارولد كيلي وبرنارد وينر بشكل مستقل. تضمنت نظرية إسناد كيلي التفاعل بين ثلاثة متغيرات: الاتساق، والإجماع، والتميز. لخص تباين كيلي هذا التفاعل، والذي يُعرَف أيضًا باسم مكعب كيلي. يشير الاتساق إلى ما إذا كان الشخص يمارس السلوك عبر الوقت. كلما زادت ممارسة الشخص للسلوك عبر الوقت، كان هذا السلوك أكثر تمثيلًا للشخص. يشير الإجماع إلى ما إذا كان الأفراد الآخرون يظهرون نفس السلوك عند مرورهم في نفس الموقف. إذا أظهر العديد من الأفراد نفس السلوك، فإن السلوك يكون أقل تعبيرًا عن الشخص. يشير التمييز إلى ما إذا كان الشخص يُظهر سلوكًا مشابهًا في مواقف أخرى. كلما زاد عرض الشخص للسلوك في موقف آخر، قل تمثيله للفرد.

### البخل المعرفي
يجادل نموذج البخل المعرفي بأنه عندما يحاول الأفراد فهم العالم، سيميلون إلى تفضيل الأساليب التي تسمح لهم بتقليل مقدار العمل المعرفي المطلوب لمعالجة المعلومات. يؤدي هذا التفضيل للكفاءة إلى تطوير التحيزات والاستدلال. في الماضي، حدد علماء النفس السياسي نطاقًا واسعًا من التحيزات والاستدلال، مثل الاستدلال الحزبي واستدلال المنفعة السوداء التي يستخدمها الناس لاتخاذ قرارات سياسية.

### الاستدلال المحفز
الاستدلال المحفز هو ظاهرة معرفية تحدث عندما يغير الفرد موقفًا هامشيًا لا يتوافق مع عنصر أكثر مركزية في الذات. الغرض من هذه التحيزات المعرفية هو الحفاظ على شعور إيجابي بتقدير الذات. في الماضي، أُشير بأنهم تكيفات معرفية وأوهام إيجابية. درس علم النفس السياسي الاستدلال المحفز على نطاق واسع. من أهم مساهمات هذا المجال من البحث تحديد الحالات التي يتبنى فيها الناخبون مواقفهم السياسية المفضلة للمرشحين أو الحزب.